# Forgotten Lores
Forgotten Lores est un groupe islandais de hip-hop.

## Histoire
Le groupe est formé en 2000 et compte deux albums, Týndi lækkurinn (2003) et Frá heimsenda (2006), ce dernier ayant été nommé pour les Icelandic Music Awards en 2007 dans la catégorie de disque de l'année.

## Discographie
- 2003 : Týndi hlekkurinn
- 2006 : Frá heimsenda